# Miracle eucharistique
Ne doit pas être confondu avec Transsubstantiation.

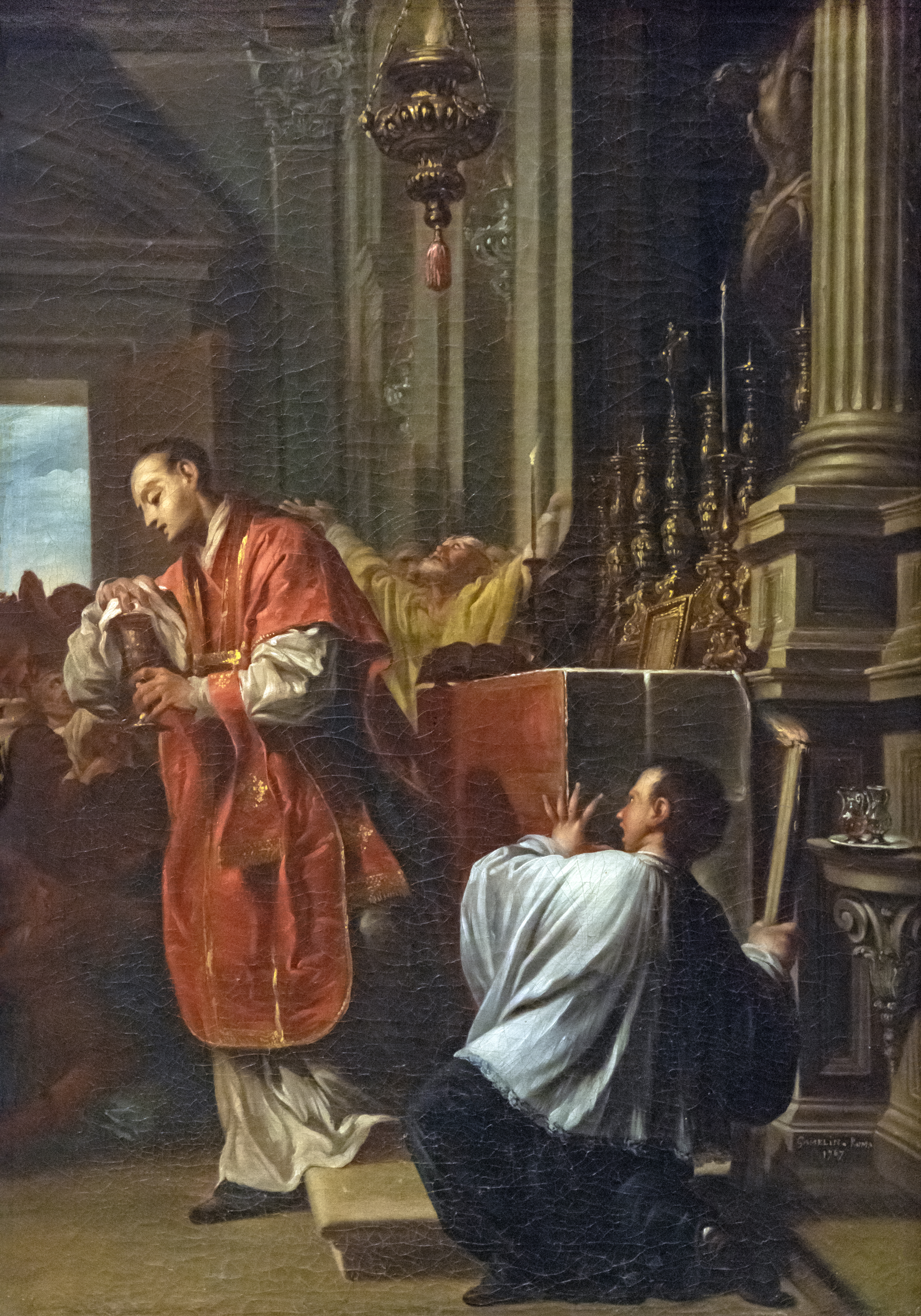
Le Miracle de Bolsena par Jacques Gamelin, musée des Beaux-Arts de Carcassonne.

Dans la tradition catholique, un miracle eucharistique est un phénomène paranormal lié à une hostie consacrée, ou dans de rares cas à du vin consacré. Les récits les plus anciens de ces phénomènes datent du haut Moyen Âge, et les plus récents datent du XXIe siècle.
L'Église catholique considère les miracles reconnus par elle comme des « signes certains de la Révélation » et des « motifs de crédibilité de la foi ». Toutefois, elle pose des limites à cette notion en précisant que, même si elle reconnaît officiellement certains des « miracles eucharistiques », ceux-ci ne font pas partie du « dépôt de la foi », et elle appelle au "discernement". Pour l'Église catholique, les dogmes liés à l'eucharistie sont ceux de la transsubstantiation et de la présence réelle.

## Histoire
Le plus ancien récit écrit connu concernant ce thème est daté vers l'an 710. Il s'agit du récit du miracle eucharistique de Rome (une hostie consacrée aurait été transformée en chair ensanglantée) après une messe célébrée par Grégoire le Grand (540-604).
Toutefois, le développement du thème des miracles eucharistiques s'observe plus particulièrement à partir du XIIIe siècle, en lien avec la pratique de la communion, le culte et l'adoration eucharistique étant assumés par l'Église catholique, qui y trouve un instrument apologétique puissant.
Au XIIIe siècle, les récits de miracles eucharistiques aiguisent les discussions des universitaires au sujet de la présence réelle. Cela est notamment le cas pour les évènements rapportés comme ayant eu lieu en présence de plusieurs témoins, comme le miracle de Douai (où plusieurs personnes auraient notamment vu le visage du Christ dans une hostie). Thomas d'Aquin apporte l'explication que le miracle eucharistique change les "espèces", mais que la substance ne change pas car elle avait déjà changé lors de la transsubstantiation. Contrairement à une idée répandue, du fait de la difficulté de se représenter certains détails, les récits de "miracles" augmentent les questionnements théologiques plutôt que de mettre simplement en évidence la doctrine.
Au Xvie siècle, lors de la Réforme protestante, Luther, Calvin et leurs émules dénoncent de façon vigoureuse le culte des reliques et des saints comme de pures inventions de l'Église. Le concile de Trente (1545-1563) rappelle que seuls le pape et les évêques sont habilités à authentifier un miracle.
Au siècle suivant, des philosophes divers (Descartes, Malebranche, Bayle, ...) se joignent aux critiques des protestants. Au Xviiie siècle, la philosophie des Lumières et Voltaire tentent de démonter la position de l'Église concernant le surnaturel et les miracles.
A la fin du XXe siècle et au début du XXIe siècle, des échantillons d'hosties de cinq miracles eucharistiques (Lanciano du VIIIe siècle, Buenos Aires de 1992-1996, Tixtla de 2006, Sokółka de 2008, et Legnica de 2013) sont analysés scientifiquement, et du tissu cardiaque humain est identifié dans ces cinq cas. Une étude publiée en 2024 dans le Journal of Forensic Science and Research formule plusieurs critiques concernant la méthodologie de l'analyse scientifique de chacun de ces miracles, concluant que la plupart des analyses effectuées ne permettent pas d'éliminer avec certitude les hypothèses de pollution bactérienne, fongique ou humaine des échantillons. Cette dernière étude plaide pour un protocole d'examen scientifique pour normaliser les analyses de futurs potentiels phénomènes inexpliqués et éviter les biais méthodologiques.

## Position de l'Église catholique
Pour les théologiens catholiques, les miracles eucharistiques diffèrent de la présence réelle, qui, même définie comme transsubstantiation, n'est pas à proprement parler un « miracle » mais plutôt un « mystère ». Dans l'Église catholique, seuls le pape et les évêques sont habilités à authentifier un phénomène prodigieux en tant que miracle.

Selon l'Église catholique, les miracles eucharistiques reconnus par elle sont des « signes certains de la Révélation » et des « motifs de crédibilité de la foi »,, mais n'appartiennent pas au dépôt de la foi. Concernant les révélations privées, le Catéchisme de l'Église catholique dit : 

« Au fil des siècles il y a eu des révélations dites "privées", dont certaines ont été reconnues par l’autorité de l’Église. Elles n’appartiennent cependant pas au dépôt de la foi. Leur rôle n’est pas d’ "améliorer" ou de "compléter" la Révélation définitive du Christ, mais d’aider à en vivre plus pleinement à une certaine époque de l’histoire. Guidé par le Magistère de l’Église, le sens des fidèles sait discerner et accueillir ce qui dans ces révélations constitue un appel authentique du Christ ou de ses saints à l’Église. La foi chrétienne ne peut pas accepter des "révélations" qui prétendent dépasser ou corriger la Révélation dont le Christ est l’achèvement. »

## Typologie des miracles eucharistiques

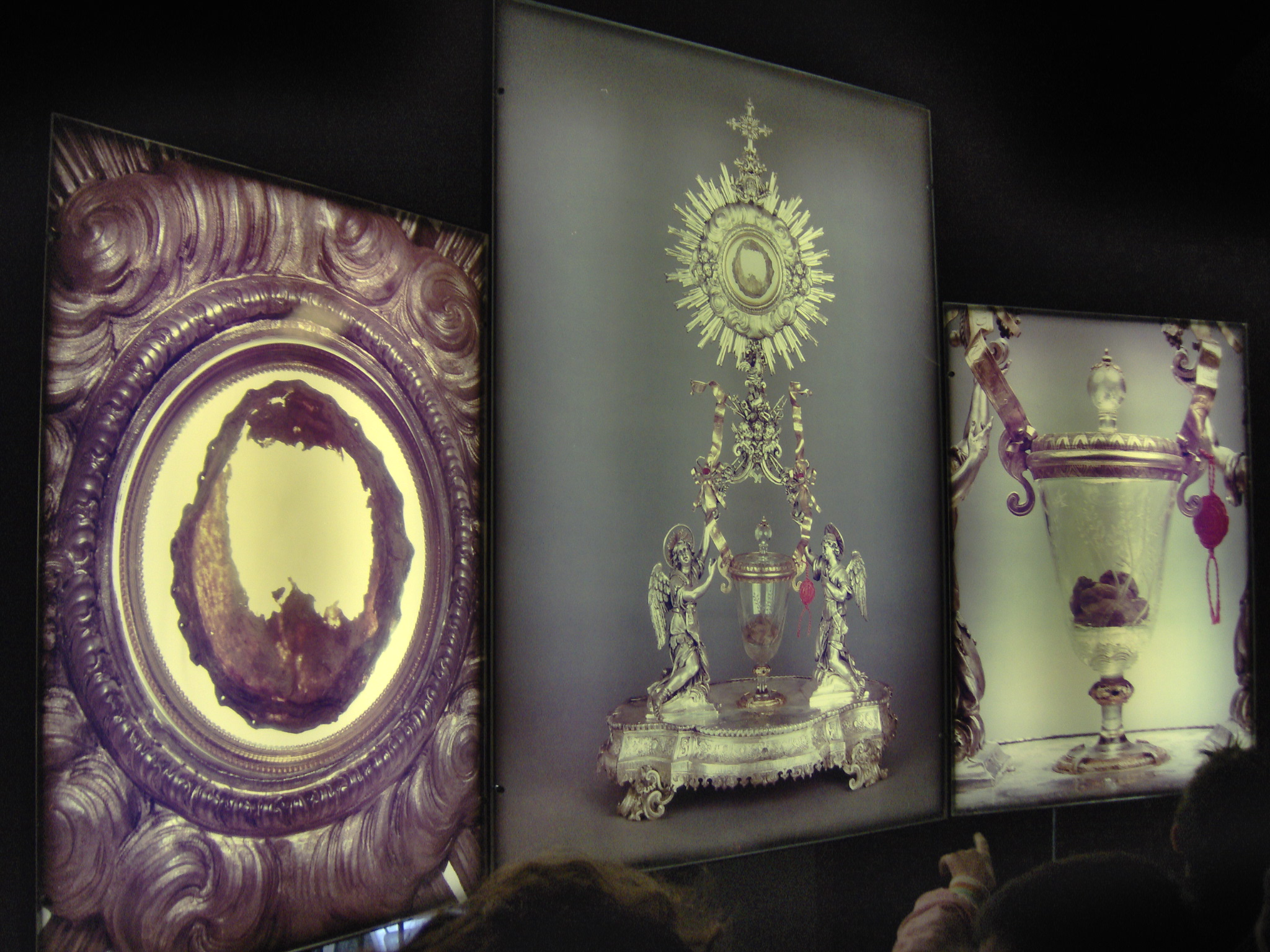
Les reliques du miracle de Lanciano (vers 700) : une hostie se serait transformée en chair et le vin en sang

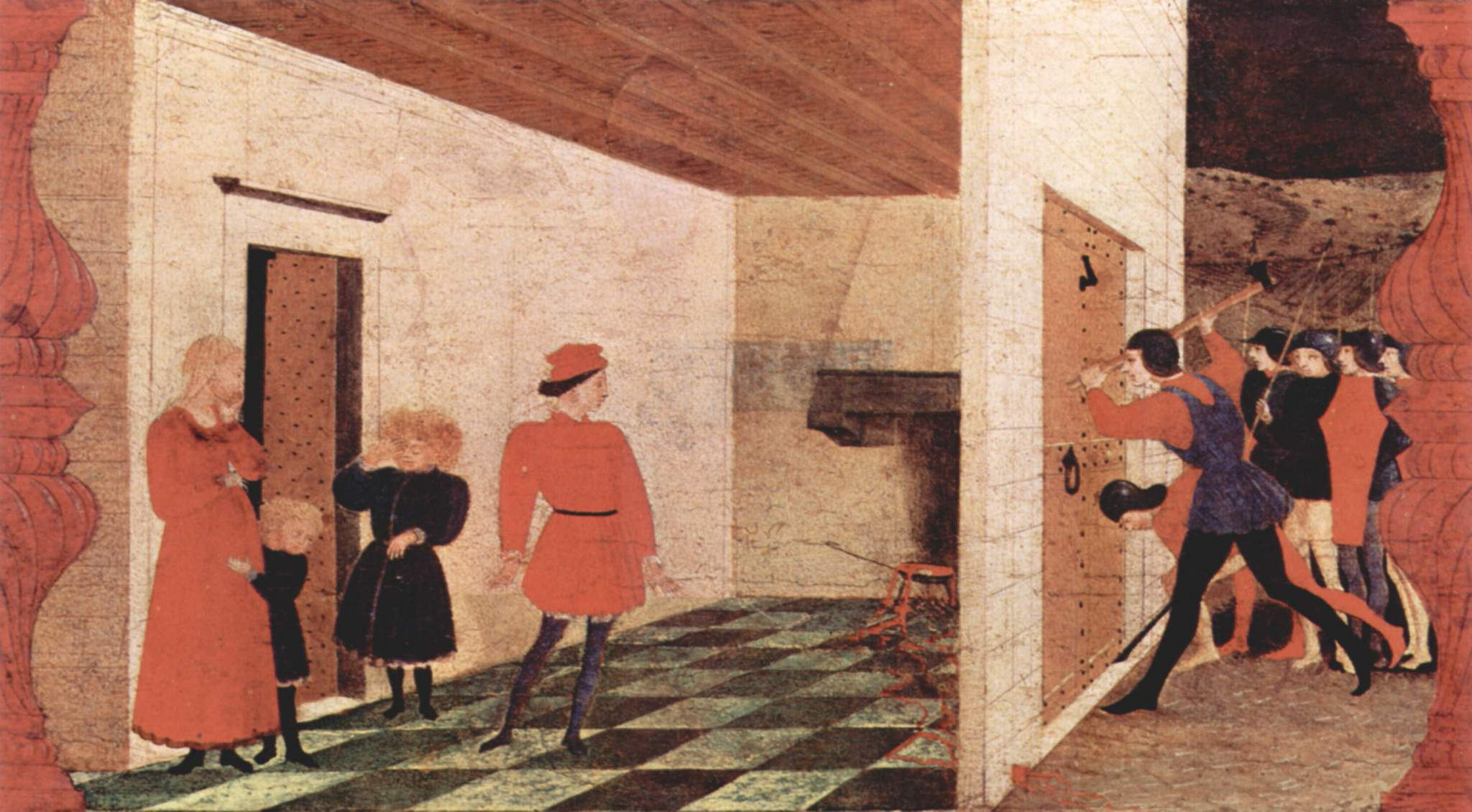
Second panneau du Miracle de l'hostie profanée (1467-1467) de Paolo Uccello (1467) évoquant le miracle des Billettes

### Définition
Plusieurs types d'événements ont été qualifiés de miracles eucharistiques. Il s'agit principalement d'hosties consacrées "ensanglantées", ou "préservées" (de la corruption, de la profanation, de la destruction ou du feu). Des évènements liés au vin consacré, ou à l'apparition d'une image sur l'hostie consacrée sont également référencés, ainsi que des guérisons liées à une hostie consacrée. Ces manifestations jugées surnaturelles ont été décrites comme des « miracles » religieux.
On dénombre au moins 135 miracles eucharistiques depuis le VIIIe siècle notamment en Italie, en Espagne, et en France, surtout du XIIIe siècle au XVIe siècle. Selon l'historien Sbalchiero, leur nombre connu est sans nul doute inférieur à la réalité car les témoignages entre le IIe siècle et le IXe siècle font défaut.

### Ambiguïtés des représentations théâtrales
Les récits de ces « miracles eucharistiques » correspondent à des intentions apologétiques renforcées au Moyen Âge par de nombreuses commémorations : des représentations théâtrales connues sous le nom de « mystères », tel le « mystère de la Sainte Hostie » mettant en scène le « miracle des Billettes ».
Or les témoignages du XVIe siècle ne permettent parfois guère d'établir une distinction entre le miracle lui-même, sa représentation ou sa commémoration. À partir du XVIe siècle, la propagande religieuse liée à la réaffirmation du dogme de la présence réelle par le concile de Trente incite également les spectateurs à confondre mise en scène et événement concret. La différence entre ce qui est et ce qui n'est pas, entre ce qui se passe et ce qui est montré, entre le réel et l'illusion, s'avère d'autant plus difficile à percevoir qu'il s'agit souvent de fraudes pieuses destinées à convaincre les foules par le biais d'artifices. Le statut de ces représentations, « miracles » et « mystères », demeure donc ambivalent, indistinct.

## Analyses scientifiques

### Hypothèses d'origine bactériologique ou fongique

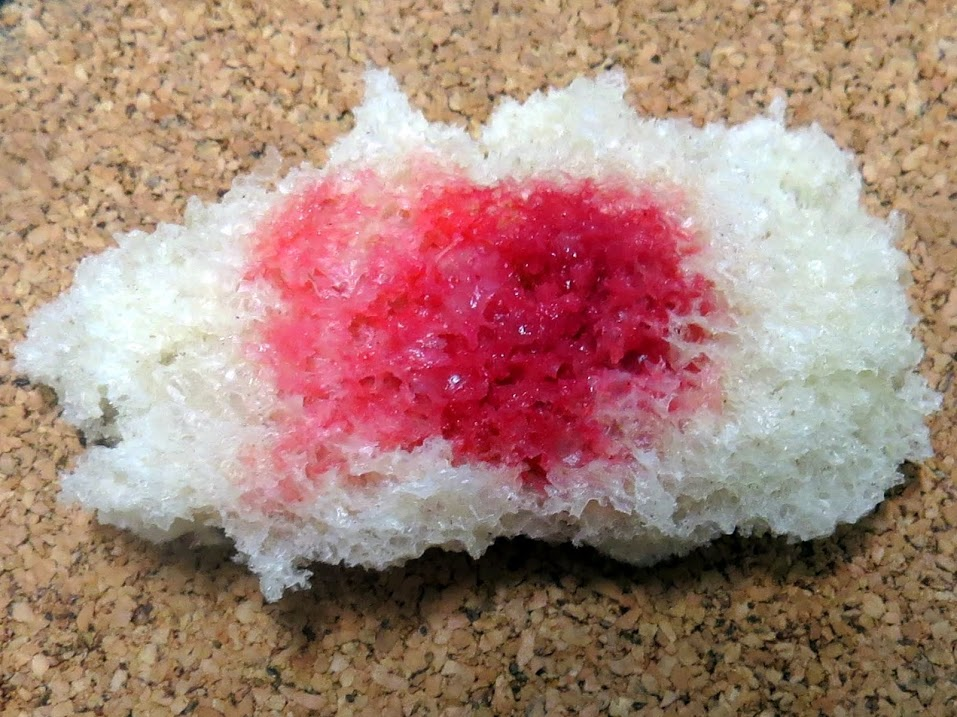
Serratia marcescens développée sur du pain

La Serratia marcescens, parfois appelée "Monas prodigiosa", est une bactérie qui forme un pigment rouge sang (“prodigiosine”) en se développant à température ambiante sur des aliments contenant des glucides. Ces bactéries donnent l'impression de sang coagulé lorsqu'elles se confluent en colonies. Plusieurs tests de base permettent toutefois de distinguer facilement la croissance de Serratia du vrai sang, notamment la coloration de Wright et la spectroscopie.
Découverte en 1819 en Italie, cette bactérie est évoquée comme pouvant être à l'origine du « miracle de Bolsena » (XIIIe siècle) et d'autres phénomènes de cette époque. Toutefois, des dépôts de sang (divisé en plasma et sérum) sont identifiés sur la relique (corporal) de Bolsena lors des photographies sous ultraviolets lors de sa restauration début 2015.
Des champignons peuvent également être responsables des croissances rougeâtres sur les hosties, comme ceux de l'espèce Epicoccum (en).

### Analyse du miracle de Lanciano
Des fragments extraits des reliques du miracle de Lanciano (VIIIe siècle, où l'hostie consacrée serait devenue chair, et le vin consacré devenu sang) ont fait l'objet d'analyses en laboratoire menées par le professeur Odoardo Linoli les 18 novembre 1970 et 4 mars 1971. Le résultat est le suivant : il s'agit de chair (tissu du muscle cardiaque) et de sang, tous deux d'origine humaine et de groupe sanguin AB. La validité de l'analyse est ensuite confirmée par le professeur Ruggero Bertelli. Les analyses ont cependant été publiées dans une revue de pseudoscience.
Une étude publiée en 2024 dans le Journal of Forensic Science and Research formule plusieurs critiques concernant la méthodologie de l'analyse scientifique, remettant en cause la fiabilité de l'identification au sang humain à cause du peu d'autres espèces testées pour la réactivité croisée potentielle des antisérums utilisés, et des techniques utilisées (méthode d’Ouchterlony, et diffusion zonale) au vu de l'état de l'échantillon ; et de l'analyse de groupe sanguin du fait d'une pollution bactérienne possible.

### Analyses scientifiques de miracles récents
Les hosties consacrées des miracles eucharistiques de Buenos Aires (1992-1996), Tixtla (Mexique, 2006), Sokółka (Pologne, 2008), et Legnica (Pologne, 2013) sont également analysées. Du tissu cardiaque humain "traumatisé" (phénomène de fragmentation des cellules myocardiques, lié à une souffrance physique et émotionnelle extrême) est détecté dans chacune de ces quatre hosties. Dans ces quatre cas, les tissus ont présenté des caractéristiques de tissus vivants, malgré leur dégradation concomitante.
Une étude publiée en 2024 dans le Journal of Forensic Science and Research formule plusieurs critiques concernant la méthodologie de l'analyse scientifique de chacun de ces miracles, concluant que la plupart des analyses effectuées ne permettent pas d'éliminer avec certitude les hypothèses de pollution bactérienne, fongique ou humaine des échantillons.

### Articles spécialisés
- (de) Stefan Winkle, « Das Blutwunder als mikrobiologisches und massenpsychologisches Phänomen » [« Le miracle du sang comme phénomène microbiologique et psychologique de masse »], LaboratoriumsMedizin, Berlin, Walter de Gruyter, vol. 7, no 9,‎ 1983, p. 143-149 (lire en ligne ).
- Marc Venard, « Le Sang du Christ : sang eucharistique ou sang relique ? », Tabularia « Les « Précieux Sangs » : reliques et dévotions »,‎ 26 juin 2009 (DOI 10.4000/tabularia.1128).
- Jelle Koopmans, « L'équarrissage pour tous ou la scène des mystères dits religieux », Littératures classiques,‎ mars 2010, p. 109-120 (DOI 10.3917/licla.073.0109).
- Willem Frijhoff, « Corinne Marchal, Manuel Tramaux (éd.), Le miracle de Faverney (1608). L'eucharistie : environnement et temps de l'histoire. Actes du colloque de Faverney (9-10 mai 2008) », Bulletin Bibliographique des Archives de sciences sociales des religions, vol. 156,‎ octobre 2011, article no 74 (DOI 10.4000/assr.22914).
- (de) Ferdinand Zahlner, « Paranormale Blut- und Tränenphänomene im religiösen Kontext » [« Phénomènes paranormaux de sang et de larmes dans un contexte religieux »], Grenzgebiete der Wissensehaft (Frontières de la Science), Innsbruck, nos 2011-3,‎ 2011, p. 221-245.
- (en) Steven Justice, « Eucharistic Miracle and Eucharistic Doubt » [« Miracle eucharistique et doute eucharistique »], Journal of Medieval and Early Modern Studies, vol. 42,‎ mai 2012, p. 307-332 (DOI 10.1215/10829636-1571894, lire en ligne).
- (en) Anna Wierzbicka (Faculty of Arts de l'Université nationale australienne), « The Semantics of Eucharistic Miracles » [« La sémantique des miracles eucharistiques »], Cognitive Semantics, Brill, vol. 9, no 2,‎ juin 2023, p. 193-226 (DOI 10.1163/23526416-bja10047 , lire en ligne, consulté le 10 août 2023).
- (en) Kelly P. Kearse, « The relics of Jesus and Eucharistic miracles: scientific analysis of shared AB blood type », Forensic Science, Medicine and Pathology,‎ 9 novembre 2024 (ISSN 1556-2891, DOI 10.1007/s12024-024-00915-3, lire en ligne)
- (en) Kelly Kearse et Frank Ligaj, « Scientific Analysis of Eucharistic Miracles: Importance of a Standardization in Evaluation », Journal of Forensic Science and Research, vol. 8, no 1,‎ 13 novembre 2024, p. 078-088 (lire en ligne)

### Ouvrages spécialisés
- Renzo Allegri (trad. de l'italien par Daniel Demongeot), Le Corps du Christ : Histoire des miracles eucharistiques, Médiaspaul, 2006, 207 p. (ISBN 978-2712209582)
- (de) Peter Browe (de), Die Eucharistie im Mittelalter : Liturgiehistorische Forschungen in kulturhistorischer Absicht [« L'Eucharistie au Moyen Âge : Recherche liturgique et historique avec une intention historico-culturelle »], Berlin, Lit Verlag (de), 27 avril 2010, 576 p. (ISBN 978-3825862336), « Die eucharistischen Verwandlungswunder des Mittelalters », p. 265–289
- (it) Sergio Meloni (préf. cardinal Angelo Comastri), I miracoli eucaristici nel mondo : Catalogo della Mostra internazionale [« Les miracles eucharistiques dans le monde : Catalogue de l'exposition internationale »], Edizioni San Clemente, 2006, 317 p.
- Jean-Louis Schefer, L’Hostie profanée : Histoire d’une fiction théologique, Paris, P.O.L., 2007, 552 p. (ISBN 978-2846822084)
  - Article dédié : Andrea Martignoni, « Jean-Louis Schefer, L’Hostie profanée. Histoire d’une fiction théologique », Cahiers de recherches médiévales et humanistes,‎ 22 août 2008 (DOI 10.4000/crm.7803)
- (en) Ian Levy, Gary Macy et Kristen Van Ausdall, A Companion to the Eucharist in the Middle Ages [« Un compagnon de l'Eucharistie au Moyen Âge »], Leyde, Brill, 28 octobre 2011, 642 p. (ISBN 978-9004201415, lire en ligne)

### Ouvrages généraux
- Jean Chélini, Histoire religieuse de l'Occident médiéval, Paris, Colin, coll. « U », 1968, 512 p.
  - Article dédié 1 : Gérard Nahon, « Jean Chelini. Histoire religieuse de l'Occident médiéval, 1968. (Collection U, Série Histoire médiévale, dirigée par Georges Duby) », Revue des études juives, t. 128-4,‎ 1969, p. 411-412 (lire en ligne)
  - Article dédié 2 : M-H Vicaire, « Jean Chélini. — Histoire religieuse de l'Occident médiéval », Cahiers de Civilisation Médiévale, t. 15-59,‎ 1972, p. 232-234 (lire en ligne)
- Patrick Sbalchiero (dir.), Dictionnaire des miracles et de l'extraordinaire chrétiens, Paris, Fayard, 14 novembre 2002, 800 p. (ISBN 978-2213613949), « Miracles Eucharistiques », p. 540-542
- Patrick Sbalchiero, L'Église face aux miracles : De l'Évangile à nos jours, Fayard, octobre 2007, 504 p. (ISBN 978-2213620978).
- Patrick Sbalchiero, Enquête sur les miracles dans l'Église catholique, Artège, 9 mai 2019, 320 p. (ISBN 979-1033608325).

### Banques de données, dictionnaires et encyclopédies
- Notice dans un dictionnaire ou une encyclopédie généraliste :   - Brockhaus